# Tanah Datar
Tanah Datar (també Batu Bahara Urung Tanah Datar) fou un dels estats de la confederació (urung) de Batoe Bahara a les Índies Orientals Holandeses. Tenia una superfície de 84 km² i estava situat a la costa oriental de Sumatra. A l'inici del segle xx es va fer una concessió d'explotació a Lima Puloh i a Tanah Datar cobrint una superfície de 15,93 km² a favor de Richard Friedrich comte de Bentheim-Tecklenburg-Rheda; la concessió de Tanah Datar va expirar el 1962.

## Banderes

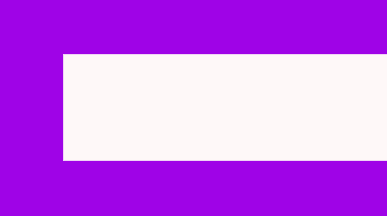
Bandera, model 1
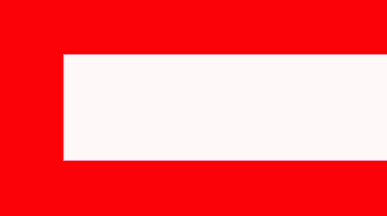
Bandera, model 2
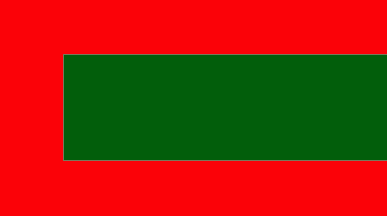
Bandera, model 3